# Анжеро-Судженский городской округ
Анже́ро-Су́дженский городско́й о́круг — муниципальное образование в Кемеровской области России, административный центр — город Анжеро-Судженск.

## История
Образован в соответствии с Законом Кемеровской области № 104-ОЗ от 17 декабря 2004 года.
С точки зрения административно-территориального устройства находится на территории города областного подчинения Анжеро-Судженска с административно подчинёнными населёнными пунктами согласно Закону Кемеровской области «Об административно-территориальном устройстве Кемеровской области» N 215-ОЗ от 27 декабря 2007 года.
Согласно распоряжению Правительства РФ от 29.07.2014 № 1398-р городской округ был включён в перечень монопрофильных муниципальных образований Российской Федерации (моногородов) в категорию муниципальных образований с наиболее сложным социально-экономическим положением (в том числе во взаимосвязи с проблемами функционирования градообразующих организаций).

## Население
| 2002    | 2009    | 2010    | 2011    | 2012    | 2013    | 2014    |
| ------- | ------- | ------- | ------- | ------- | ------- | ------- |
| 92 557  | ↘89 337 | ↘82 497 | ↘82 342 | ↘81 380 | ↘80 793 | ↘80 248 |
| 2015    | 2016    | 2017    | 2018    | 2019    | 2020    | 2021    |
| ↘79 629 | ↘78 769 | ↘77 666 | ↘76 217 | ↘74 949 | ↘73 750 | ↘71 547 |
| 2025    |         |         |         |         |         |         |
| ↘68 622 |         |         |         |         |         |         |

## Населённые пункты
Городской округ и город областного подчинения включают населённые пункты:
| № | Населённый пункт | Тип населённого пункта        | Население |
| - | ---------------- | ----------------------------- | --------- |
| 1 | 3-й склад        | посёлок                       | ↘30       |
| 2 | 326-го Квартала  | посёлок                       | ↘129      |
| 3 | 348-го Квартала  | посёлок                       | ↘510      |
| 4 | Анжеро-Судженск  | город, административный центр | ↘63 942   |
| 5 | Козлы            | посёлок                       | ↘9        |
| 6 | Красная Горка    | посёлок                       | ↘504      |
| 7 | Лебедянка        | село                          | 412       |
| 8 | Рудничный        | пгт                           | ↘3446     |
| 9 | Терентьевка      | посёлок                       | 65        |

## Местное самоуправление
Главы городского округа
- Александр Николаевич Рыбалко
- с 2023 года — Дмитрий Владимирович Ажичаков